# Klimatyzacja centralna
Klimatyzacja centralna – jeden z systemów klimatyzacji wyrobisk górniczych. Klimatyzacja centralna związana jest z lokalizacją urządzeń odbierających ciepło skraplania na powierzchni i lokalizacją agregatów chłodniczych na powierzchni, pod ziemią lub na powierzchni i pod ziemią. Układ klimatyzacji składa się z obiegów niskiego i wysokiego ciśnienia wody wraz z reduktorem ciśnienia na dole kopalni. W układach klimatyzacji centralnej wykorzystuje się agregaty chłodnicze chłodzące wodę, która jest nośnikiem zimna w wodnych chłodnicach powietrza.
Klimatyzacja centralna z powierzchniową instalacją do wytwarzania lodu składa się z:
- Części naziemnej: zespół agregatów chłodniczych, próżniowy agregat (wytwornica) lodu, sieć rurociągów wraz z armaturą do zasilania parą wodną, obiegi chłodnicze wraz z pompami i chłodnią wody, podajnik lodu, zespół urządzeń zasilania, zabezpieczenia i sterowania elektrycznego głównych o pomocniczych napędów chłodniczych agregatów sprężarkowych, urządzenia automatyki i sterowania procesem technologicznym,
- Części szybowej: rurociąg w szybie lub orurowany otwór wiertniczy do opuszczania lodu na dół kopalni oraz rurociąg odpompowania wody na powierzchnię. Woda z lodu może być również odprowadzana do systemu odwodnienia głównego co pozwala na rezygnację z dodatkowego rurociągu i ograniczenie się tylko do rurociągu szybowego,
- Części podziemnej: mieszalnik mieszanki wodno-lodowej z wodą ciepłą, zbiornik wody zimnej o temperaturze 0-2 °C, zespołu rurociągów niskociśnieniowych rozprowadzających zimną wodę do chłodnic, pomp obiegowych wymuszających przepływ zimnej wody w rurociągu niskociśnieniowym.

| Zalety | Wady |
| --- | --- |
| - mała ilość wody do odpompowania na powierzchnię, - możliwość wykorzystania ciepła odpadowego do produkcji lodu, - niższe koszty odpompowania wody, - możliwość odpompowania wody istniejącą siecią rurociągów odwadniania głównego, możliwość wykorzystanie ciepła odpadowego z procesem wytwarzania zimna na powierzchni do celów energetycznych | - wysoki koszt ogólnych nakładów inwestycyjnych, - konieczność zasilania w parę wodną, - duża energochłonność eksploatacyjna, - wymagana dodatkowa komora dla mieszalnika mieszanki wodno-lodowej i zbiornika wody zimnej, - nadmierna korozja w obiegu wody lodowej z uwagi na skład chemiczny wody. |

Klimatyzacja centralna z agregatami na powierzchni i reduktorem ciśnienia hydrostatycznego na dole składa się z:
- Części naziemnej: agregaty chłodnicze sprężarkowe lub absorpcyjne wraz z zespołem urządzeń zasilania, zabezpieczenia i sterowania elektrycznego oraz regulacji automatyczną, pompy obiegowe wymuszające przepływ zimnej wody (wody lodowej) w rurociągu pomiędzy agregatami chłodniczymi a wymiennikiem ciśnienia na dole kopalni,
- Części szybowej: zespół izolowanych rurociągów wysokociśnieniowych ułożonych w szybie służących do opuszczania zimnej wody na dół i odpompowania podgrzanej wody na powierzchnię,
- Części podziemnej: reduktor ciśnienia hydrostatycznego (trójkomorowy podajnik cieczy, turbina Peltona), zespół pre-izolowanych i nieizolowanych rurociągów niskociśnieniowych rozprowadzających zimną wodę (wodę lodową) do chłodnic powietrza, pompy obiegowe wymuszające przepływ zimnej wody (wody lodowej) w rurociągu niskociśnieniowym na dole kopalni.

| Zalety | Wady |
| --- | --- |
| - możliwość wykorzystania ciepła odpadowego z procesu wytwarzania zimna na powierzchni do celów energetycznych - możliwość etapowej rozbudowy układu, - możliwość odzysku energii cieplnej zawartej w wypompowanej wodzie ciepłej, - niska energochłonność eksploatacyjna, mała wielkość energii do wypompowania wody na powierzchnię, - skrócony czas zwrotu nakładów inwestycyjnych poprzez obniżenie kosztów eksploatacyjnych, - możliwość wykorzystania amoniaku, - możliwość wykorzystania swobodnego schładzania tzw. free-coolingu, - nie zachodzi konieczność doprowadzenia energii elektrycznej do agregatów na dół kopalni, - łatwy remont urządzeń, - duży wybór producentów agregatów chłodniczych | - konieczność zabudowy w szybie dwóch rurociągów wysokociśnieniowych, w tym jednego preizolowanego, - wysokie nakłady inwestycyjne, - konieczność zabudowy reduktora ciśnienia hydrostatycznego. |

Klimatyzacja centralna z agregatami chłodniczymi na dole składa się z:
- agregaty chłodnicze wyposażone w sprężarki, parownik, zespół filtrów, urządzeń zabezpieczających (zawory bezpieczeństwa), skraplacz o konstrukcji wytrzymującej ciśnienie statyczne słupa wody w rurociągu szybowym, zespół urządzeń zasilania, zabezpieczenia i sterowania elektrycznego wraz z regulacją automatyczną,
- zespół rurociągów wysokociśnieniowych pre-izolowanych (jedynie w szybie wentylacyjnym mogą być ułożone rurociągi nieizolowane) ułożonych w szybie, służących do odprowadzania ciepłej wody chłodzącej na powierzchnię,
- zespół rurociągów niskociśnieniowych pre-izolowanych rozprowadzających zimną wodę do chłodnic powietrza i nieizolowanych prowadzących wodę do chłodnic powietrza i nieizolowanych prowadzących wodę podgrzaną do parownika, pompy obiegowe wymuszające przepływ zimnej wody w rurociągu niskociśnieniowym na dole kopalni i wysokociśnieniowym.

| Zalety | Wady |
| --- | --- |
| - rozłożone w czasie nakłady inwestycyjne na budowę systemu pod warunkiem etapowej rozbudowy klimatyzacji, - możliwość etapowej rozbudowy systemu, - możliwość odzysku energii cieplnej zawartej w wodzie kierowanej do chłodni wentylatorowych na powierzchni, - możliwość wykorzystania swobodnego schładzania tzw. free-coolingu | - wysokie nakłady inwestycyjne na zakup agregatu, zwiększone koszty obsługi, - wyższe koszty energii dla dołowych urządzeń systemu klimatyzacji, - konieczność zabudowy w szybie dwóch rurociągów preizolowanych wysokociśnieniowych w szybie wdechowym (w szybie wentylacyjnym rurociągi nie muszą być izolowane), - kosztowny remont agregatu chłodniczego, - konieczność doprowadzenia wody o odpowiednim składzie chemicznym na dół, - w przypadku odprowadzenia ciepła skraplania na powierzchnię zachodzi konieczność budowy reduktora ciśnienia hydrostatycznego lub wykorzystania agregatów chłodniczych o specjalnej konstrukcji skraplaczy, - brak konkurencji na rynku agregatów odpowiedniej konstrukcji. |